# Udo Kier
Udo „Kier” Kierspe (n. 14 octombrie 1944, Köln, Germania Nazistă) este un actor german. Din 1991 locuiește în SUA.

## Filmografie

### Film
| An   | Titlu                                                                         | Rol                                                            | Note |
| ---- | ----------------------------------------------------------------------------- | -------------------------------------------------------------- | --- |
| 1966 | Road to Saint Tropez                                                          | Boy                                                            | Scurtmetraj                                                                                                |
| 1968 | Schamlos                                                                      | Alexander Pohlmann                                             | |
| 1969 | La stagione dei sensi                                                         | Luca                                                           | |
| 1970 | Mark of the Devil                                                             | Count Christian von Meruh                                      | |
| 1971 | Oi Erotomaneis                                                                | Tonis Theodorou                                                | |
| 1972 | Provocation                                                                   | Angelos                                                        | |
| 1972 | Anilikes amartoles                                                            |                                                                | |
| 1972 | The Salzburg Connection                                                       | Anton                                                          | |
| 1973 | Flesh for Frankenstein                                                        | Baron von Frankenstein                                         | |
| 1973 | Pan                                                                           | Pilgrim of Death                                               | |
| 1974 | Blood for Dracula                                                             | Count Dracula                                                  | |
| 1975 | The Last Word                                                                 | Raimund                                                        | |
| 1975 | Story of O                                                                    | René                                                           | |
| 1976 | Exposé                                                                        | Paul Martin                                                    | |
| 1976 | Goldflocken                                                                   | Franzl                                                         | |
| 1976 | Spermula                                                                      | Werner                                                         | |
| 1977 | Suspiria                                                                      | Dr. Frank Mandel                                               | |
| 1977 | Belcanto oder Darf eine Nutte schluchzen?                                     | Poulailler                                                     | |
| 1978 | The Fifth Commandment                                                         | Peter Dümmel                                                   | |
| 1979 | The Third Generation                                                          | Edgar Gast                                                     | |
| 1979 | Hungarian Rhapsody                                                            | Poór                                                           | |
| 1980 | Deutschland Privat 1 - Eine Anthologie des Volksfilms                         | Rolul său                                                      | Documentar, nemenționat                                                                                    |
| 1980 | Narcissus and Psyche                                                          | Laci Tóth                                                      | |
| 1980 | Lulu                                                                          | Jack the Ripper                                                | |
| 1981 | Docteur Jekyll et les femmes                                                  | Dr. Henry Jekyll                                               | |
| 1981 | Lola                                                                          | Waiter                                                         | nemenționat, De asemenea, designer de producție al filmului                                                |
| 1981 | Lili Marleen                                                                  | Drewitz                                                        | |
| 1983 | The Island of the Bloody Plantation                                           | Hermano                                                        | |
| 1983 | The Roaring Fifties                                                           | Fromm                                                          | |
| 1983 | Pankow '95                                                                    | Johann Wolfgang Amadeus Zart                                   | |
| 1984 | Moscow on the Hudson                                                          | Gay Man on Street                                              | nemenționat, Cameo                                                                                         |
| 1985 | The Invincible                                                                | Argon                                                          | |
| 1985 | Seduction: The Cruel Woman                                                    | Gregor                                                         | |
| 1985 | de⁠(Die Einsteiger)[Einsteiger&page=de&targettitle=de traduceți]               | Graf Frackstein                                                | |
| 1986 | Egomania – Insel ohne Hoffnung                                                | Baron Tante Teufel                                             | |
| 1987 | Epidemic                                                                      | Rolul său                                                      | |
| 1988 | Another Way: D-Kikan-Joho                                                     | Hansman                                                        | |
| 1988 | Mother's Mask                                                                 | Herr Seidler                                                   | |
| 1989 | 100 Jahre Adolf Hitler – Die letzte Stunde im Führerbunker                    | Adolf Hitler                                                   | |
| 1990 | Das deutsche Kettensägenmassaker                                              | Jonny                                                          | Engleză: The German Chainsaw Massacre Alst titlu Blackest Heart, De asemenea, regizor asistent al filmului |
| 1991 | My Own Private Idaho                                                          | Hans                                                           | |
| 1991 | Europa                                                                        | Lawrence Hartmann                                              | |
| 1992 | Terror 2000 – Intensivstation Deutschland                                     | Jablo                                                          | |
| 1992 | Sex                                                                           | Rolul său                                                      | Video, Documentar                                                                                          |
| 1993 | Josh and S.A.M.                                                               | Salon Manager                                                  | |
| 1993 | For Love or Money                                                             | Mr. Himmelman                                                  | |
| 1993 | Even Cowgirls Get the Blues                                                   | Commercial Director                                            | |
| 1993 | Three Shake-a-Leg Steps to Heaven                                             | Edouard Müllendorf                                             | |
| 1994 | Ace Ventura: Pet Detective                                                    | Ron Camp                                                       | |
| 1994 | Rotwang muß weg!                                                              | Arthur Eigenrauch                                              | |
| 1995 | Schmetterling im Dunkeln                                                      | Rolul său                                                      | Documentar, scurtmetraj                                                                                    |
| 1995 | A Trick of Light                                                              | Max Skladanowsky                                               | |
| 1995 | Johnny Mnemonic                                                               | Ralfi                                                          | |
| 1995 | Ausgestorben                                                                  | York Cortex                                                    | Scurtmetraj                                                                                                |
| 1995 | Over My Dead Body                                                             | Killer                                                         | |
| 1995 | Paradise Framed                                                               | Rolul său                                                      | |
| 1995 | Extinct                                                                       | York Cortex                                                    | Scurtmetraj                                                                                                |
| 1995 | Dog Daze                                                                      | Erich von Stroheim                                             | Scurtmetraj                                                                                                |
| 1996 | United Trash                                                                  | UNO-General Werner Brenner                                     | |
| 1996 | Barb Wire                                                                     | Curly                                                          | |
| 1996 | Breaking the Waves                                                            | Sadistic Sailor                                                | |
| 1996 | Lea                                                                           | Block                                                          | |
| 1996 | The Adventures of Pinocchio                                                   | Lorenzini                                                      | |
| 1997 | The End of Violence                                                           | Zoltan Kovacs                                                  | |
| 1997 | Betty                                                                         | Vincent Lord                                                   | |
| 1997 | Prince Valiant                                                                | Sligon                                                         | |
| 1998 | Armageddon                                                                    | Psychologist                                                   | |
| 1998 | There's No Fish Food in Heaven                                                | Rocky                                                          | |
| 1998 | Blade                                                                         | Dragonetti                                                     | |
| 1998 | Life in the Fast Lane                                                         | Rocky                                                          | |
| 1998 | Stingers                                                                      | Rolul său                                                      | |
| 1998 | Schuldig                                                                      | Rolul său                                                      | |
| 1998 | Immaculate Springs                                                            | Rolul său                                                      | |
| 1999 | Speak                                                                         | Rolul său                                                      | (presupuneri)                                                                                              |
| 1999 | End of Days                                                                   | Dr. Abel                                                       | |
| 1999 | History Is Made at Night                                                      | Ivan Bliniak                                                   | |
| 1999 | Besat                                                                         | Vincent                                                        | |
| 1999 | The Debtors                                                                   | Personaj necunoscut                                            | |
| 1999 | Unter den Palmen                                                              | Ludwig                                                         | |
| 1999 | The New Adventures of Pinocchio                                               | Madame Flambeau / Lorenzini                                    | |
| 2000 | Citizens of Perpetual Indulgence                                              |                                                                | |
| 2000 | Shadow of the Vampire                                                         | Albin Grau                                                     | |
| 2000 | Dancer in the Dark                                                            | Dr. Porkorny                                                   | |
| 2000 | Red Letters                                                                   | George Kessler                                                 | |
| 2000 | Just One Night                                                                | Walter Lert                                                    | |
| 2000 | Doomsdayer                                                                    | Max Gast                                                       | |
| 2000 | Simon Says                                                                    | Stuart Moss                                                    | |
| 2000 | Kanzler - Konig der Kannibalen                                                | Rolul său                                                      | |
| 2000 | Von Trier's 100 Eyes                                                          | Rolul său                                                      | Documentar                                                                                                 |
| 2001 | Critical Mass                                                                 | Samson                                                         | |
| 2001 | Invincible                                                                    | Count Helldorf                                                 | |
| 2001 | Double Deception                                                              | Vincent                                                        | |
| 2001 | Die Gottesanbeterin                                                           |                                                                | |
| 2001 | Megiddo: The Omega Code 2                                                     | The Guardian                                                   | |
| 2001 | Suspiria 25th Anniversary                                                     | Rolul său                                                      | Video, Documentar, de asemenea, mulțumiri speciale                                                         |
| 2001 | All the Queen's Men                                                           | General Landssdorf                                             | |
| 2001 | Revelation                                                                    | Grand Master                                                   | |
| 2002 | Mark of the Devil Revisited                                                   | Rolul său                                                      | Video, Documentar, scurtmetraj                                                                             |
| 2002 | Auf Herz und Nieren                                                           | Doc                                                            | |
| 2002 | Broken Cookies                                                                |                                                                | Regizor |
| 2002 | FeardotCom                                                                    | Polidori                                                       | |
| 2002 | Korn: Deuce                                                                   | Commander                                                      | (Episodul: "Make Me Bad"                                                                                   |
| 2002 | Mrs Meitlemeihr                                                               | Hitler / Mrs. Meitlemeihr                                      | Scurtmetraj                                                                                                |
| 2002 | Pigs Will Fly                                                                 | Onkel Max                                                      | |
| 2003 | 10 Schritte                                                                   | Rolul său                                                      | Scurtmetraj                                                                                                |
| 2003 | Dogville                                                                      | The Man in the Coat                                            | |
| 2003 | Dogville Confessions                                                          | Rolul său                                                      | Documentar, de asemenea, mulțumiri speciale                                                                |
| 2003 | Montewood Hollyverità                                                         | Erich Mühsam                                                   | Video, scurtmetraj                                                                                         |
| 2003 | Love Object                                                                   | Radley                                                         | |
| 2003 | Gate to Heaven                                                                | Joachim Nowak                                                  | |
| 2004 | Celluloid Horror                                                              | Rolul său                                                      | Documentar                                                                                                 |
| 2004 | Paranoia 1.0                                                                  | Derrick                                                        | |
| 2004 | Jargo                                                                         | Jargos Vater                                                   | |
| 2004 | Sawtooth                                                                      | Reverend Cain                                                  | |
| 2004 | Modigliani                                                                    | Max Jacob                                                      | |
| 2004 | Evil Eyes                                                                     | George                                                         | |
| 2004 | Evil Eyes: Behind the Scenes                                                  | Rolul său                                                      | Video, Documentar, scurtmetraj                                                                             |
| 2004 | Egoshooter                                                                    |                                                                | (mulțumiri)                                                                                                |
| 2004 | Fear and Loathing in Austria                                                  | Rolul său                                                      | Video, Documentar, scurtmetraj                                                                             |
| 2004 | Dracula 3000                                                                  | Captain Varna                                                  | |
| 2004 | Surviving Christmas                                                           | Heinrich                                                       | |
| 2005 | Children of Wax                                                               | P.                                                             | |
| 2005 | Headspace                                                                     | Rev. Karl Hartman                                              | |
| 2005 | One More Round                                                                | Lance Wallace                                                  | |
| 2005 | Wit's End                                                                     | The Stranger                                                   | |
| 2005 | Manderlay                                                                     | Mr. Kirspe                                                     | |
| 2005 | Anecdotes from 'Epidemic'                                                     | Rolul său - Actor                                              | Video, Documentar, scurtmetraj                                                                             |
| 2005 | Ban the Sadist Videos!                                                        | Rolul său                                                      | Video, Documentar, Arhivă audio                                                                            |
| 2005 | BloodRayne                                                                    | Regal Monk                                                     | |
| 2006 | Pray for Morning                                                              | Edouard Leopold Edu                                            | |
| 2006 | Holly                                                                         | Klaus                                                          | |
| 2006 | Fractured Skulls: The Making of Headspace                                     | Rolul său                                                      | Video, scurtmetraj                                                                                         |
| 2006 | Crusade in Jeans                                                              | Dr. Lawerence                                                  | |
| 2007 | Children of Wax                                                               | P                                                              | |
| 2007 | Fall Down Dead                                                                | Picasso Killer / Aaron Garvey                                  | De asemenea, producător asociat al filmului                                                                |
| 2007 | Grindhouse                                                                    | Franz Hess                                                     | Segment: "Werewolf Women of the SS"                                                                        |
| 2007 | Halloween                                                                     | Morgan Walker                                                  | |
| 2007 | Tell                                                                          | Hermann Gessler                                                | |
| 2007 | The Mother of Tears                                                           | Father Johannes                                                | |
| 2007 | Pars: Operation Cherry                                                        | Klaus Kayman                                                   | |
| 2008 | Far Cry                                                                       | Dr. Lucas Krieger                                              | |
| 2008 | 1½ Knights – In Search of the Ravishing Princess Herzelinde                   | Luipold Trumpf                                                 | |
| 2009 | Fear at 400 Degrees: The Cine-Excess of 'Suspiria'                            | Dr. Frank Mandel                                               | Video, Documentar, scurtmetraj, arhiva audio                                                               |
| 2009 | Lulu and Jimi                                                                 | Schultz                                                        | |
| 2009 | House of Boys                                                                 | Madame                                                         | |
| 2009 | Soul Kitchen                                                                  | Herr Jung                                                      | |
| 2009 | Metropia                                                                      | Ivan Bahn                                                      | Voce |
| 2009 | Tattoos: A Scarred History                                                    | Rolul său                                                      | Documentar                                                                                                 |
| 2009 | My Son, My Son, What Have Ye Done?                                            | Lee Meyers                                                     | |
| 2009 | Madonna: Celebration - The Video Collection                                   | Udo                                                            | Video, (segmentele "Erotica" & "Deeper and Deeper"                                                         |
| 2009 | Memories of a Young Pianist                                                   | Count Dracula                                                  | Video, Documentar, scurtmetraj, arhivă audio, nemenționat                                                  |
| 2010 | Long Live the People of the Revolution                                        | Rolul său                                                      | Video |
| 2010 | Dimension (1991-2024)                                                         | Rolul său                                                      | Video short                                                                                                |
| 2010 | Video Nasties: Moral Panic, Censorship & Videotape                            | Rolul său                                                      | Documentar, arhivă audio                                                                                   |
| 2010 | de⁠(Das Leben ist zu lang)[Leben ist zu lang&page=de&targettitle=de traduceți] | Tabatabai                                                      | |
| 2011 | Die Blutgräfin                                                                |                                                                | |
| 2011 | Mondo Lux - Die Bilderwelten des Werner Schroeter                             | Franzi                                                         | Documentar, arhivă audio                                                                                   |
| 2011 | Keyhole                                                                       | Dr. Lemke                                                      | |
| 2011 | Graf Karpatovicz and the Blonde Bite                                          | Graf Karpatovicz                                               | Scurtmetraj                                                                                                |
| 2011 | The Sky Has Four Corners                                                      | Graf Karpatovicz                                               | |
| 2011 | Gorunmeyen                                                                    | Bartok                                                         | |
| 2011 | Melancholia                                                                   | Wedding Planner                                                | |
| 2011 | The Theatre Bizarre                                                           | Peg Poett                                                      | |
| 2011 | UFO in Her Eyes                                                               | Steve Frost                                                    | |
| 2011 | The Berlin Project                                                            | Guru                                                           | |
| 2012 | ME-UDO ... Starring Udo Kier                                                  | Rolul său - Host                                               | Documentar, scurtmetraj                                                                                    |
| 2012 | Iron Sky                                                                      | Wolfgang Kortzfleisch                                          | |
| 2012 | The Lords of Salem                                                            | Witchhunter                                                    | De asemenea, mulțumiri                                                                                     |
| 2012 | Making of 'Iron Sky'                                                          | Rolul său - Wolfgang Kortzfleisch                              | Video, Documentar, scurtmetraj                                                                             |
| 2012 | Unlocking Passages                                                            | The Actor                                                      | Scurtmetraj                                                                                                |
| 2012 | 10 PM Lincoln Boulevard                                                       | Rolul său                                                      | Video |
| 2013 | Night of the Templar                                                          | Father Paul                                                    | |
| 2013 | Heather's Dream                                                               | Doctor                                                         | Scurtmetraj                                                                                                |
| 2013 | Jodorowsky's Dune                                                             | Rolul său - Actor - Dune                                       | Documentar, Arhivă audio                                                                                   |
| 2013 | The Girl behind the White Picket Fence                                        | The Shaman / The Doctor                                        | |
| 2013 | Nymphomaniac                                                                  | The Waiter                                                     | |
| 2014 | Arteholic                                                                     | Rolul său                                                      | Documentar                                                                                                 |
| 2014 | Beethoven's Treasure Tail                                                     | The Real Fritz Bruchschnauser                                  | |
| 2014 | Mark of the Devil: Mark of the Times                                          | Rolul său                                                      | Video, Documentar                                                                                          |
| 2014 | The Editor                                                                    | Dr. Casini                                                     | |
| 2015 | Coconut Hero                                                                  | Mr. Morrow (Therapist)                                         | |
| 2015 | Get Well Soon: It's Love                                                      | Man                                                            | Scurtmetraj                                                                                                |
| 2015 | Hello, Dr. Jekyll: An Interview with Udo Kier                                 | Rolul său                                                      | Video, Documentar, scurtmetraj și mulțumiri speciale                                                       |
| 2015 | Johnny Walker                                                                 | Fyodor                                                         | Voce |
| 2015 | Shanzo (Teaser)                                                               | Jago                                                           | Scurtmetraj                                                                                                |
| 2015 | The 1000 Eyes of Dr. Maddin                                                   | Rolul său                                                      | Documentar                                                                                                 |
| 2015 | The Forbidden Room                                                            | Count Yugh / The Butler / The Dead Father / Guard / Pharmacist | |
| 2015 | The Material Boy                                                              | Rolul său                                                      | Documentar                                                                                                 |
| 2015 | Twenty-Five Palms                                                             | Rolul său                                                      | Documentar                                                                                                 |
| 2015 | Zero                                                                          | The Lord of the World                                          | |
| 2016 | Courier X                                                                     | Nathan Vogel                                                   | |
| 2016 | Seances                                                                       | Actor                                                          | Scurtmetraj                                                                                                |
| 2016 | Brother                                                                       | Frank Solek                                                    | |
| 2017 | Downsizing                                                                    | Joris Konrad                                                   | |
| 2017 | Hitler's Hollywood                                                            | Narator (versiunea SUA)                                        | Documentar                                                                                                 |
| 2017 | Brawl in Cell Block 99                                                        | Placid Man                                                     | |
| 2017 | Instant Dreams                                                                | Rolul său                                                      | Documentar, Arhivă audio                                                                                   |
| 2018 | I Knew Andy Warhol                                                            | Rolul său                                                      | Video, Documentar, scurtmetraj                                                                             |
| 2018 | Goy                                                                           |                                                                | (mulțumiri)                                                                                                |
| 2018 | American Animals                                                              | Mr. Van Der Hoek                                               | |
| 2018 | Don't Worry, He Won't Get Far on Foot                                         | George                                                         | |
| 2018 | Daughter of Mine                                                              | Bruno                                                          | |
| 2018 | Ulysses: A Dark Odyssey                                                       | Alcyde                                                         | |
| 2018 | The House That Jack Built                                                     |                                                                | (mulțumiri speciale)                                                                                       |
| 2018 | Ballad of a Righteous Merchant                                                | Rolul său                                                      | Documentar                                                                                                 |
| 2018 | Puppet Master: The Littlest Reich                                             | André Toulon                                                   | |
| 2018 | Dragged Across Concrete                                                       | Friedrich                                                      | |
| 2018 | The Mountain                                                                  | Frederick                                                      | |
| 2019 | American Exit                                                                 | Anton                                                          | |
| 2019 | Iron Sky: The Coming Race                                                     | Wolfgang Kortzfleisch                                          | |
| 2019 | Holy Beasts                                                                   | Henry                                                          | |
| 2019 | Bacurau                                                                       | Michael                                                        | |
| 2019 | The Painted Bird                                                              | Miller                                                         | |
| 2019 | The Barefoot Emperor                                                          | Dr. Otto Kroll                                                 | |
| 2019 | Skin Walker                                                                   | Claus                                                          | |
| 2019 | Bacurau no Mapa                                                               | Rolul său                                                      | Documentar                                                                                                 |
| 2020 | Last Moment of Clarity                                                        | Ivan                                                           | |
| 2020 | Schlingensief: A Voce That Shook the Silence                                  | Rolul său                                                      | Documentar, arhivă audio                                                                                   |
| 2020 | Backstage: The Making Of The Theatre Bizarre                                  | Rolul său                                                      | Video, Documentar                                                                                          |
| 2021 | Haymaker                                                                      | Furst                                                          | |
| 2021 | The Blazing World                                                             | Lained                                                         | |
| 2021 | Swan Song                                                                     | Pat Pitsenbarger                                               | |
| 2021 | Chompy & The Girls                                                            | Voce of Chompy                                                 | |
| 2021 | Attabambi Scheissmichan                                                       | Rolul său                                                      | Documentar, scurtmetraj                                                                                    |
| 2021 | 13 Tracks to Frighten Agatha Black                                            | Opening Narration                                              | |
| 2021 | The Ecstasy of Frankenstein with Udo Kier                                     | Rolul său                                                      | Video, Documentar, scurtmetraj                                                                             |
| 2022 | A E I O U: A Quick Alphabet of Love                                           | Michel                                                         | |
| 2022 | Bad Painter                                                                   | O                                                              | In production                                                                                              |
| TBA  | The Ark: An Iron Sky Story                                                    | Grand Master                                                   | Post-productie                                                                                             |
| TBA  | My Neighbor, Adolf                                                            | Mr. Herzog                                                     | Post-productie                                                                                             |
| TBA  | Hollywood Celebrity                                                           | Rolul său                                                      | Documentar, filmări, arhivă audio                                                                          |

### Televiziune
| An         | Titlu                                                        | Rol                                          | Note                                                                                     |
| ---------- | ------------------------------------------------------------ | -------------------------------------------- | ---------------------------------------------------------------------------------------- |
| 1973       | Sonderdezernat K1                                            | Harry Gätjens                                | Episodul: "Kassensturz um Mitternacht"                                                   |
| 1973       | Joseph Balsamo                                               | Gilbert                                      | Miniserial                                                                               |
| 1977       | The Stationmaster's Wife                                     | Schafftaler                                  | Film TV, de asemenea regizor asistent                                                    |
| 1979       | Phantomas Phantastico                                        | Rolul său                                    | Film TV, Documentar                                                                      |
| 1980       | Berlin Alexanderplatz                                        | Young Man in the Bar                         | 2 episoade                                                                               |
| 1986       | Der Fahnder                                                  | Uli Weber                                    | Episodul: "Ein König ohne Reich"                                                         |
| 1986       | Kir Royal                                                    | Holger                                       | Episodul: "Adieu Clairef"                                                                |
| 1988       | Medea                                                        | Jason                                        | Film TV                                                                                  |
| 1991       | Trier's Element                                              | Rolul său (Cannes 1991 Footage)              | Film TV, Documentar, nemenționat                                                         |
| 1991       | The Making of "Europa"                                       | Rolul său / Lawrence Hartmann                | Film TV, Documentar                                                                      |
| 1992       | Tod eines Weltstars                                          | Weltstar Udo Kier                            | Film TV                                                                                  |
| 1993       | Red Shoe Diaries                                             | Fashion Designer                             | Episodul: "Runaway"                                                                      |
| 1993       | Seaquest DSV                                                 | Dr. Guy Peche                                | Episode "Give me Liberté"                                                                |
| 1993       | Udo Kier - From A to A                                       | Rolul său                                    | Film TV, Documentar                                                                      |
| 1993       | Jack Reed: Badge of Honor                                    | Giles Marquette                              | Film TV                                                                                  |
| 1994       | Boulevard Bio                                                | Rolul său                                    | Episodul: "25 January 1994"                                                              |
| 1994       | Doppelter Einsatz                                            | König                                        | Episodul "Feuerzauber"                                                                   |
| 1994–1997  | The Kingdom                                                  | Åge Krüger / Little Brother                  | Miniserial                                                                               |
| 1996       | Tracey Takes On...                                           | Chauffeur                                    | Episodul "Death"                                                                         |
| 1996       | Nash Bridges                                                 | Wolfgang Herzog                              | Episode "Aloha Nash"                                                                     |
| 1996       | Willemsens Woche                                             | Rolul său                                    | Episodul: "4 October 1996"                                                               |
| 1996, 1999 | The Sentinel                                                 | Klaus Zeller                                 | 2 episoade                                                                               |
| 1996, 2009 | Tatort                                                       | Beethoven / Hans-Rudi Dreher                 | 2 episoade                                                                               |
| 1997       | Bagom Riget II og Lars von Trier: Instruktoren holder fridag | Rolul său, Lillebror, Aage Kruger            | Film TV, Documentar, nemenționat                                                         |
| 1997       | The Making of 'Prinz Eisenherz'                              | Rolul său                                    | Scurtmetraj TV, Documentar                                                               |
| 1997       | Talk 2000                                                    | Rolul său                                    | 2 episoade                                                                               |
| 1998       | Viper                                                        | Erich Geiger                                 | Episodul "Double Team"                                                                   |
| 1998       | V.I.P.                                                       | Viktor Balek                                 | Episode "What to Do with Vallery When You're Deam"                                       |
| 1998       | Modern Vampires                                              | Vincent                                      | Film TV                                                                                  |
| 1998       | Miss Diamond                                                 | Buhler                                       | Film TV                                                                                  |
| 1998       | Nina - Vom Kinderzimmer ins Bordell                          | Bongo                                        | Film TV                                                                                  |
| 1998       | Ice                                                          | Dr. Norman Kistler                           | Film TV                                                                                  |
| 1998-1999  | Die Harold Schmidt Show                                      | Rolul său                                    | 2 episoade                                                                               |
| 1999       | Final Run                                                    | Reddick, Train Control Supervisor            | Film TV                                                                                  |
| 2000       | Fear, Panic & Censorship                                     | Rolul său                                    | Film TV, Documentar, Arhive audio                                                        |
| 2001       | Andy Warhol: The Complete Picture                            | Rolul său                                    | Documentar, miniserial TV                                                                |
| 2001       | Zimmer frei!                                                 | Rolul său                                    | Episodul: "Udo Kier"                                                                     |
| 2002       | Justice League                                               | The Music Master                             | Voce, Episodul: "Legends" parts I and II                                                 |
| 2002       | He Sees You When You're Sleeping                             | Hans Kramer                                  | Film TV                                                                                  |
| 2003       | Betty - Schon wie der Tod                                    | Georg Wasserberg                             | Film TV                                                                                  |
| 2003       | Die Johannes B. Kerner Show                                  | Rolul său                                    | Episodul: "16 December 2003"                                                             |
| 2003       | NDR Talk Show                                                | Rolul său                                    | Episodul: "19 December 2003"                                                             |
| 2003-2007  | Morgenmagazin                                                | Rolul său                                    | 2 episoade                                                                               |
| 2004       | Into the Night with...                                       | Rolul său                                    | Episodul: "Udo Kier und Grayson Perry"                                                   |
| 2004       | The Batman                                                   | Bert                                         | Voce, Episodul: "Q & A"                                                                  |
| 2004       | 30 Days Until I'm Famous                                     | Barry Davis                                  | Film TV                                                                                  |
| 2004-2005  | Beckmann                                                     | Rolul său                                    | 2 episoade                                                                               |
| 2005       | 3 Wild Angels                                                | Richard Voss                                 | 4 episoade                                                                               |
| 2005       | Masters of Horror                                            | Bellinger                                    | Episodul: "John Carpenter's Cigarette Burns"                                             |
| 2005-2007  | 4 Against Z                                                  | Zanrelot                                     | 41 episoade                                                                              |
| 2006       | Alfredissimo! - Kochen mit Bio                               | Rolul său - Cook                             | Episodul: "Spaghetti mit Kokosmilch, Zitronengras und Garnelen/Thunfisch in Sesamkruste" |
| 2006       | Polizeiruf 110                                               | Heinrich Zermahlen                           | Episodul: "Mit anderen Augen"                                                            |
| 2006       | Unser Reigen                                                 | Rolul său                                    | Film TV, Documentar                                                                      |
| 2006       | 13 Graves                                                    | Debro                                        | Film TV                                                                                  |
| 2007       | Wolf, Bar & Co.                                              | Rolul său                                    | Episodul: "Hollywood-Star tauft Schneeleopardenbaby"                                     |
| 2007       | Leute heute                                                  | Rolul său                                    | Episodul: "15 August 2007"                                                               |
| 2007       | Herman & Tietjen                                             | Rolul său                                    | Episodul: "17 August 2007"                                                               |
| 2008       | III nach neun                                                | Rolul său                                    | Episodul: "25 January 2008"                                                              |
| 2008       | Thadeusz                                                     | Rolul său                                    | 1 episod                                                                                 |
| 2010       | Chuck                                                        | Otto Van Vogel                               | Episodul: "Chuck Versus the Role Models"                                                 |
| 2010–2013  | Scooby-Doo! Mystery Incorporated                             | Professor Pericles, Shadowy Figure           | Voci, 17 episoade                                                                        |
| 2011       | Borgia                                                       | Pope Innocent VIII                           | 3 episoade                                                                               |
| 2011       | Cinemassacre's Monster Madness                               | Morgan Walker                                | Episodul: "Halloween Remakes", Arhive audio                                              |
| 2012       | Evening Urgant                                               | Rolul său - Guest                            | Episodul: "Udo Kier/Alexei Nemov/Leningrad"                                              |
| 2013–2014  | Beware the Batman                                            | Mister Toad                                  | Voce, 4 episoade                                                                         |
| 2013-2014  | Welcome to the Basement                                      | Hans / Lee Meyers / Psychologist / Rolul său | 3 episoade, Arhive audio                                                                 |
| 2014       | Hubertusjagd                                                 | Rolul său                                    | Episodul: "Los Angeles"                                                                  |
| 2014       | Brisant                                                      | Rolul său                                    | Episodul: "1 July 2014"                                                                  |
| 2014       | Kino Kino                                                    | Rolul său                                    | Episodul: "Unterwegs mit Udo Kier"                                                       |
| 2014       | Too Young to Die                                             | Rolul său - Actor                            | Episodul: "River Phoenix, der scheue Star"                                               |
| 2015       | Altes Geld                                                   | Rauchensteiner / Rolf / Father               | 9 episoade                                                                               |
| 2015       | Willkommen Osterreich                                        | Rolul său                                    | Episodul: "Die 283. Sendung: Nena & Udo Kier"                                            |
| 2015       | Axe Cop                                                      | Warden                                       | Voce, Episodul: "Heads Will Roll"                                                        |
| 2015       | Major Lazer                                                  | Head Vampire Vampire                         | Voce, Episodul: "Vampire Weekend"                                                        |
| 2015       | Golan the Insatiable                                         | Dylan Beekler's Backpack                     | Voce, Episodul: "Pilot"                                                                  |
| 2017       | Funny or Die Presents                                        | Admiral Codi                                 | Episodul: "Storm: A Star Wars Indie"                                                     |
| 2019       | M - Eine Stadt sucht einen Morder                            | Mann im Fuchspelz                            | 6 episoade                                                                               |
| 2022       | Hunters                                                      | Adolf Hitler                                 | 7 episoade                                                                               |

### Jocuri video
| An   | Titlu                                                         | Rol                  | Note                                                                 |
| ---- | ------------------------------------------------------------- | -------------------- | -------------------------------------------------------------------- |
| 1996 | The Adventures of Pinocchio                                   | Lorenzini            | Voce, Grupate ca "From the feature film The Adventures of Pinocchio" |
| 2000 | Command & Conquer: Red Alert 2                                | Yuri, PsyCorps       | Voces, Grupate ca "In-Game Voces"                                    |
| 2001 | Command & Conquer: Yuri's Revenge                             | Yuri                 | Grupate ca "Movie Cast"                                              |
| 2008 | 1 1/2 Knights: In Search of the Ravishing Princess Herzelinde | Count Luipold Trumpf | Voce, Grupate ca "Voce Actors"                                       |
| 2017 | Call of Duty: WWII                                            | Dr. Peter Straub     | Voce, Grupate ca "Nazi Zombies Cast"                                 |
| 2022 | Martha is Dead                                                | Erich                | Voce                                                                 |

### Videoclipuri
- Madonna: Erotica (1992) - Partyguest
- Madonna: Deeper and Deeper (1992) - Lover
- Goo Goo Dolls: Naked (1996) - Rolul său
- Supertramp: You Win, I Lose (1997) - Partyguest
- Rauhfaser: Die Schone und das Biest (1999) - Der Freier
- Korn: Make Me Bad (2000) - Rolul său
- Eve feat. Gwen Stefani: Let Me Blow Ya Mind (2001) - Partyguest
- RMB: Deep Down Below (2001) - Dr. Wagner
- Terranova: Prayer (2012) - Rolul său - Musician

### Coloane sonore
- Sonderdenzernat K1 (1973) - (interpret: 1 episod)
- My Own Private Idaho (1991) - (versuri: "Mr. Klein" "Der Adler" / (interpret: "Mr. Klein", "Der Adler")
- House of Boys (2009) - (interpret: "Ratte im Kellernest", "Fur mich soll's rote Rosen regnen")
- UFO in Her Eyes (2011) - (interpretează: "Wild Is the Wind"
- Welcome to the Basement (2013-2014) - (interpret și scriitor - 3 episoade - "Der Adler")